# Meursac
Meursac (prononcé [mœʁ.sak]) est une commune du Sud-Ouest de la France située dans le département de la Charente-Maritime, en région Nouvelle-Aquitaine. Ses habitants sont appelés les Meursacais et les Meursacaises.
Commune à dominante rurale, au cœur d'une région céréalière et viticole et à proximité des stations balnéaires de la côte de Beauté, Meursac est une commune appartenant à la région naturelle du Royannais. Selon l'Insee, elle se rattache au bassin de vie de Saujon et à l'aire d'attraction de Royan. Sa relative proximité avec cette ville, important centre économique du département, explique la croissance constante de sa population et le développement du phénomène de périurbanisation, qui fait que de nombreux citadins, à la recherche d'une plus grande qualité de vie, partent s'installer dans les communes de la grande périphérie.
La commune se compose de deux centres principaux : Saint-Martin, qui correspond au centre-bourg, concentre la plus grande partie des commerces de proximité, les écoles et l'église Saint-Martin. Édifice majeur du village, il est une synthèse des styles roman saintongeais et gothique rayonnant (XIIe – XVe siècles). Les Épeaux, principal écart de la commune, s'organise autour d'une ancienne commanderie templière, puis hospitalière, qui bien que très endommagée à la Révolution, existe toujours. Ces deux noyaux urbains gardent de nombreuses maisons traditionnelles saintongeaises, dites « charentaises ».
L'économie locale fait la part belle au secteur tertiaire, mais également à la filière bois, matérialisée par la présence d'une important scierie.
Commune du canton de Saintonge Estuaire, au contact direct du canton de Saujon et du canton de Thénac, Meursac appartient à la Communauté de communes de Gémozac et de la Saintonge Viticole, structure intercommunale regroupant 11 753 habitants (2006).

## Géographie

### Présentation
« C'est le pays joyeux, où la grive d'automne se grise de fruits d'or parmi les pampres roux... où le gai vendangeur sous la hotte chantonne, à l'appel des coupeurs qui boivent le vin doux... »

— Goulebenéze, Bonjour Saintonge —
Localisé au sud-ouest du département de la Charente-Maritime, dans la partie occidentale du Pays de Saintonge romane mais au contact direct d'un Pays Royannais dont l'influence se fait fortement sentir, Meursac jouit d'une situation privilégiée, étant à la fois proche de villes moyennes dynamiques et bien équipées (Royan, Saintes) concentrant administrations, services et zones commerciales, et d'un réseau de nombreuses petites « villes-relais » plus modestes, qui émaillent le territoire (Saint-Romain-de-Benet, Cozes ou encore Gémozac).

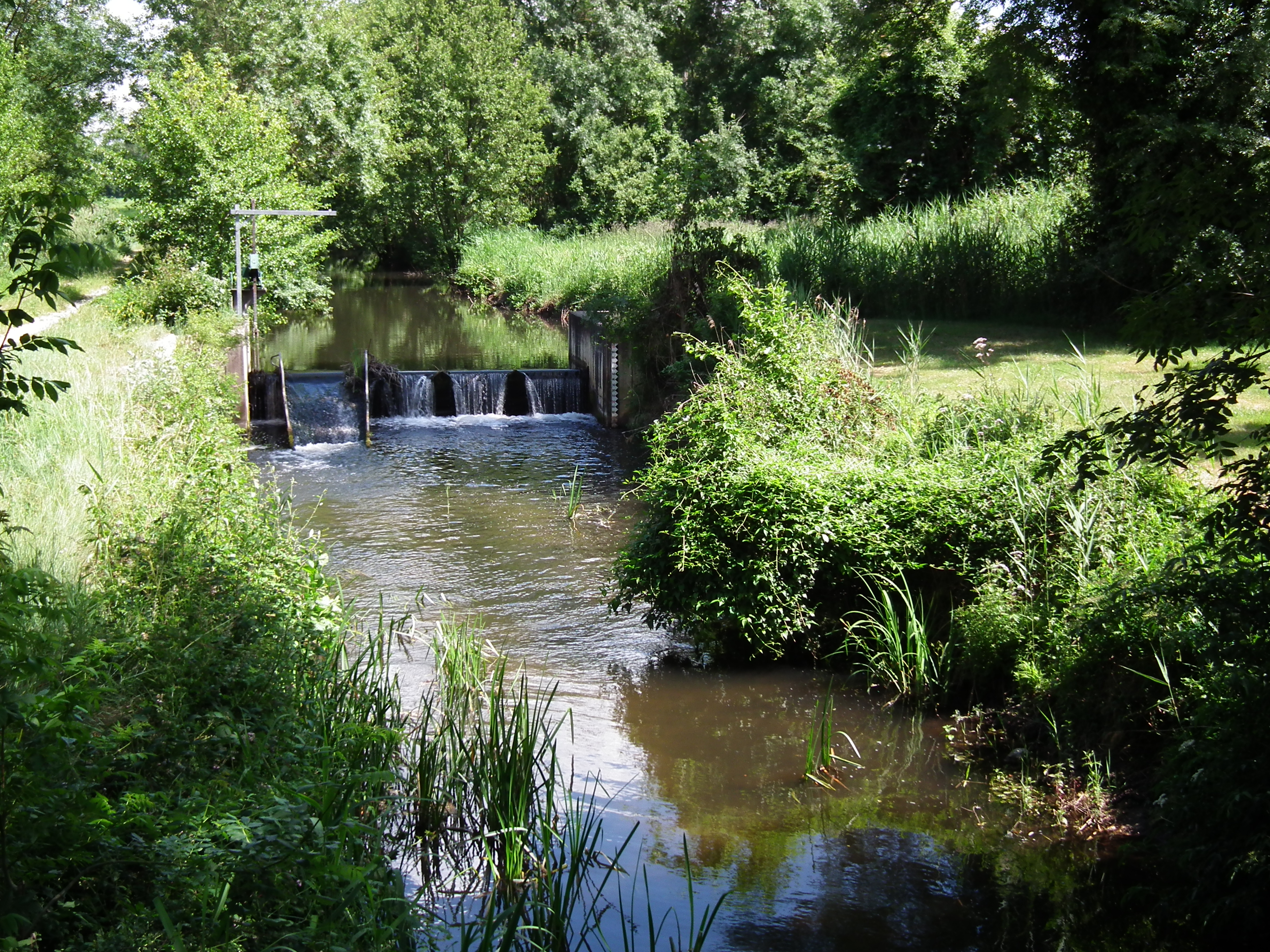
Le Châtelard, ou ruisseau des Épeaux, s'écoule au milieu de paysages verdoyants.

Meursac subit fortement l'influence de la ville voisine de Saujon, dont elle est située dans le bassin de vie, et par extension celle de Royan, locomotive économique de cette partie du département. Administrativement parlant, Meursac dépend du canton de Saintonge Estuaire et de l'arrondissement de Saintes. Elle est au contact direct du canton de Saujon, dont elle subit l'attraction, et du canton de Thénac.
La commune se trouve à 5,5 kilomètres de Saint-Romain-de-Benet, 7,6 kilomètres de Cozes, 9,4 kilomètres de Saujon, 9,8 kilomètres de Semussac, 14,5 kilomètres de Royan, 14,6 kilomètres de Gémozac, 17,1 kilomètres de Saintes, 21,9 kilomètres de Pons, 34,7 kilomètres de Rochefort, 62,7 kilomètres de la préfecture départementale, La Rochelle, et 91,6 kilomètres de Bordeaux, la principale métropole régionale.
Appartenant comme le reste du département au midi atlantique, au cœur de l'arc atlantique, elle est partie intégrante du Grand Sud-Ouest français, et est parfois également incluse dans un Grand Ouest aux contours plus flous. Au cœur d'une région viticole et céréalière faite de plateaux calcaires — souvent appelés localement « champagnes » — marqués par de douces ondulations, à peu de distance des stations balnéaires de la côte de Beauté, Meursac est arrosé par plusieurs cours d'eau, les principaux étant la Seudre (passant au sud du territoire, elle sert de limite administrative avec la commune de Corme-Écluse), le Châtelard (dit aussi « Ruisseau des Épeaux »), qui vient se jeter dans la Seudre à hauteur du hameau des Châtelards, l’Ombrail, qui s'écoule paisiblement au creux de la Font-Chabrière, et le Vigneaux, qui passe dans la combe du même nom et marque la limite avec la commune de Montpellier-de-Médillan.

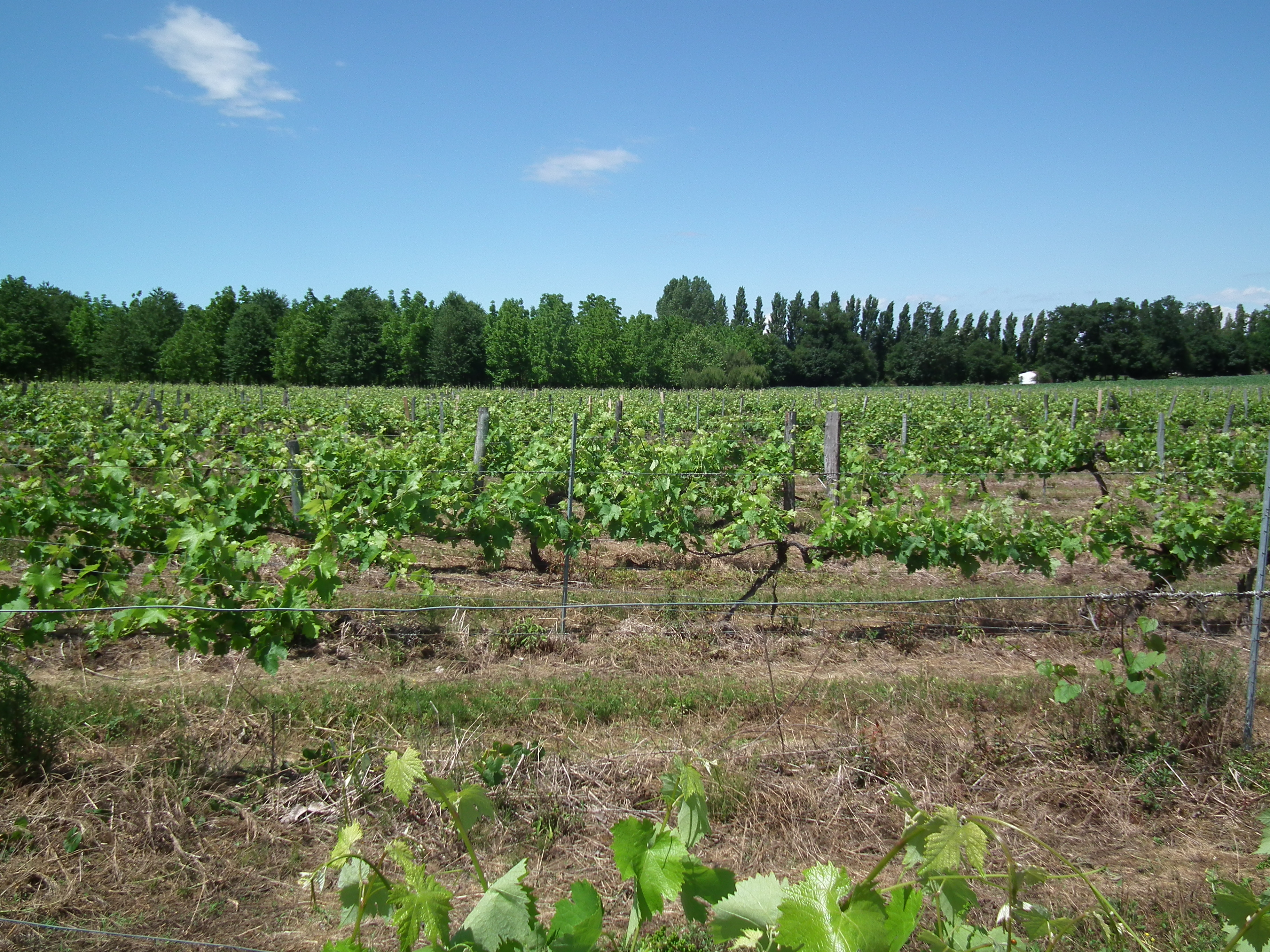
Meursac se trouve en plein cœur des célèbres vignobles charentais (cognac, pineau des Charentes et vins de pays).

L'agriculture reste un secteur-clef qui participe fortement à l'identité de la commune, sa part atteignant 41,4 % en 2010 (Insee). De fait, les territoires agricoles représentent 79 % du territoire communal. Les vignes de la commune appartiennent au vignoble de Cognac et sont classées dans les « Bons Bois »; elles servent à produire principalement trois types de produits : le cognac, le pineau des Charentes et le vins de pays charentais.
Pour autant, le phénomène de périurbanisation se fait également sentir. La population ne cesse de croître depuis plusieurs années (+ 254 habitants entre 2006 et 2009; + 348 entre 1999 et 2009); sa proximité avec Saujon, Cozes et Royan, mais aussi, dans une moindre mesure, avec Saintes, expliquent ce développement, de même que la modernisation des infrastructures routières (N 150 Royan-Saintes, voie rapide à 2×2 voies, passant à quelques kilomètres au nord de la commune). La structure de la population évolue également, laissant plus de place aux jeunes générations, et permettant le maintien de commerces de proximité et d'écoles.
Les paysages de la commune, façonnés par la main de l'homme, conservent également des territoires préservés, et notamment de petits massifs forestiers qui représentent, associés aux milieux artificialisés (c'est-à-dire, essentiellement, aux zones construites), près de 21 % de la commune, soit 551 hectares. Ils sont l'héritage de l'ancienne forêt du Baconnais, qui couvrait au Moyen Âge de vastes territoires comprenant Sablonceaux, Sainte-Gemme, Nancras et jusqu'à Pont-l'Abbé-d'Arnoult, avant d'être progressivement défrichée sous l'action de seigneurs locaux ou de religieux, et réduite à quelques massifs épars.
Les principales forêts présentes dans la commune sont le bois Vernet, le bois des Caudilleres, le bois de la Passière, le bois des Gorins, le bois du Pâtis et le bois de Charmé. Toutes sont composées de feuillus (chênes, hêtres, ormes).
La commune est une des étapes d'un sentier de grande randonnée balisé, le GR 360.

### Communes limitrophes
| Saint-Romain-de-Benet | Thézac  | Rétaud                  |
|                       | Meursac | Montpellier-de-Médillan |
| Corme-Écluse          | Grézac  | Thaims                  |

### Voies de communication et transports

#### Voies routières
La commune de Meursac n'est directement traversée par aucun des grands axes des environs; pour autant, elle n'est pas enclavée et peut facilement être rejointe par deux voies majeures du département.
La première, qui passe à quelques kilomètres au nord du centre-bourg (sortie à Saint-Romain-de-Benet), est la N 150, qui fait la jonction entre Royan et Saintes, en passant par Médis, Saujon, Saint-Romain-de-Benet et Pisany. Mise à 2×2 voies entre Saujon et Saintes, elle constitue un des tronçons de la route Centre-Europe Atlantique, et supporte un trafic important, notamment en période estivale. Elle met la commune à environ 15 minutes de voiture du centre de Royan et 20 minutes de Saintes, et facilite la liaison avec l'autoroute A10 (Bordeaux, Poitiers, Tours, Paris).
La seconde, qui passe un peu au sud de la commune (sorties à Semussac et à Cozes), est la D730. Appartenant au réseau des routes départementales de première catégorie (fréquentation importante : plus de 3 000 véhicules par jour), elle est classée voie à grande circulation. Cet axe majeur dit route de Bordeaux, irrigue toute la partie méridionale du département, jusqu'à Montpon-Ménestérol, en Dordogne. C'est également la principale voie de communication (hors autoroute) pour rejoindre Mirambeau, Blaye et Bordeaux.
Un réseau de routes moins fréquentées couvre le territoire communal. La D 127 occupe une place importante au sein de ce quadrillage car elle permet de relier ces deux grands axes depuis Semussac jusqu'à Pisany, en passant par Corme-Écluse et Thézac. Elle dessert le centre-bourg de Meursac, et prend localement le nom de Grande-Rue et de route de Thézac. Au nord-ouest du centre-bourg, la D 243 E1 est une petite route de campagne faisant la jonction entre le hameau des Épeaux et Saint-Romain-de-Benet, via les hameaux des Maisonneuves et du Romarin.
La partie occidentale du territoire communal est desservie par la D 243 E2, qui part elle aussi de Saint-Romain-de-Benet, traverse le bois Vernet, le bois du four et le bois de Charmé, passe la Seudre au niveau du lieu-dit Soubirat et rejoint Corme-Écluse. La D 136 traverse la commune d'ouest en est, permettant de rejoindre Le Gua et Montpellier-de-Médillan, tandis que la D 143 rejoint Thaims.

#### Voies ferroviaires
Par le train, la gare de Saujon et la gare de Royan relient la commune au reste du pays. La liaison avec Paris et Bordeaux est réalisée via les gares de Saintes pour les TER et d'Angoulême pour les liaisons par TGV.

#### Transports en commun

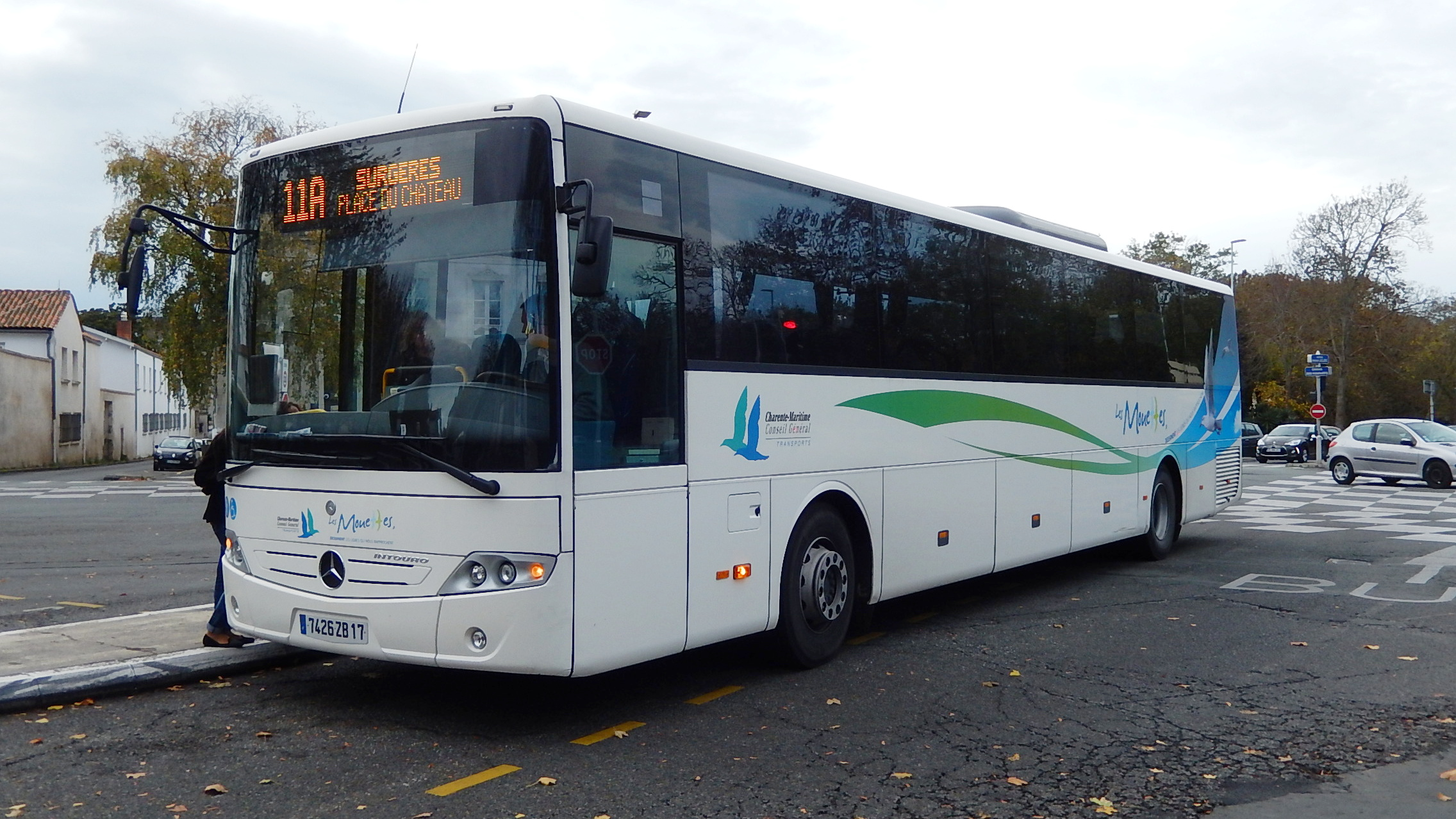
Un autocar du réseau Les Mouettes du type de ceux circulant dans la commune.

La commune de Meursac est reliée toute l'année à la plupart des petites, moyennes et grandes agglomérations du département par le réseau d'autocars départementaux « Les Mouettes », qui totalise 20 lignes régulières et 250 lignes secondaires.

#### Transports aériens
L'aéroport le plus proche est celui de Rochefort-Saint-Agnant, à environ 35 kilomètres au nord. L'aéroport de La Rochelle-Île de Ré, à 65 kilomètres au nord, permet de relier quelques grandes villes françaises, comme Paris ou Lyon, ainsi que les Îles Britanniques ou l'Europe du Nord. À 90 kilomètres au sud-est de la commune, l'aéroport de Bordeaux-Mérignac est un aéroport international permettant des liaisons vers de nombreux pays.
L'aérodrome de Royan-Médis, à environ 10 kilomètres, est réservé à l'aviation légère.

### Climat
Le climat dont bénéficie la Charente-Maritime est un climat océanique tempéré de type aquitain, marqué par un ensoleillement moyen assez important : avec 2 250 heures par an, il est comparable à celui que connaît une partie de la côte méditerranéenne. La pluviosité y est modérée, les précipitations ne dépassant pas 1 200 mm par an. Les températures, quant à elles, varient en moyenne de +5 °C en hiver à +20 °C en été.
Les îles et l'ensemble du littoral de la Charente-Maritime se caractérisent par un climat particulièrement doux en hiver, et rafraîchissant l'été, grâce aux influences océaniques perpétuellement en mouvement (brise marine). Ces conditions climatiques favorables, toujours soumises aux influences de l'océan Atlantique, ont favorisé un véritable microclimat de type sub-aquitain et l'existence d'une végétation déjà méridionale. Ainsi la flore se caractérise-t-elle par la présence étonnante de lauriers-roses, eucalyptus, agaves, et même les mimosas se mettent à fleurir dès le mois de janvier.

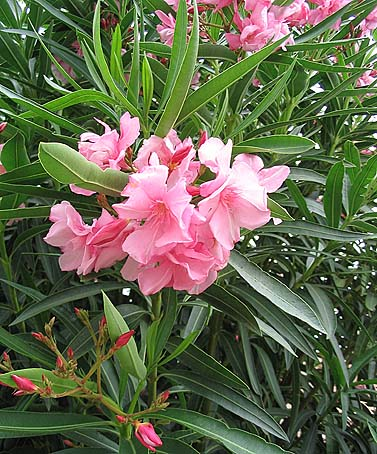
Le laurier-rose, l'une des nombreuses espèces méridionales s'épanouissant dans la région.

Aux essences déjà méridionales du chêne vert (ou yeuse) et du cyste, s'ajoutent une forte présence de palmiers, figuiers, orangers et même oliviers. Il existe toutefois un contraste entre le littoral, assez sec et ensoleillé et l'intérieur des terres, davantage pluvieux. La pluviométrie passe ainsi de 750 mm sur le littoral à 950 mm en Haute-Saintonge.
Les relevés de la station météorologique de La Rochelle entre 1946 et 2000 permettent de déterminer quelques dates majeures au point de vue climatique en Charente-Maritime : ainsi, au cours de ce laps de temps, la température la plus froide est relevée le 15 février 1956 : -13,6 °C. 
Un pic de température (dépassé seulement au cours de la canicule de 2003) est atteint le 8 juillet 1982 avec près de 39 °C à l'ombre. 
Si 1953 est considérée comme l'année la plus sèche, 2000 est au contraire la plus pluvieuse.
La Charente-Maritime est le département français qui a été le plus durement touché par la tempête Martin du 27 décembre 1999. Les records nationaux de vents enregistrés ont été atteints avec 198 km/h sur l'île d'Oléron et 194 km/h à Royan.
Dans la nuit du 23 au 24 janvier 2009, la région est frappée par la tempête Klaus. Malgré des rafales de vent dépassant les 120 km/h, les dégâts relevés dans la commune demeurent relativement minimes au regard de la situation dans le Médoc tout proche.
Les côtes charentaises et vendéennes sont de nouveau durement éprouvées par la tempête Xynthia qui traverse la région dans la nuit du 28 février au 1er mars 2010. Des bourrasques de près de 140 km/h touchent la ville voisine de Royan. La commune relève quelques dégâts matériels (toitures endommagées, arbres déracinés, mobilier urbain arraché) sans qu'aucune victime ne soit cependant à déplorer.

#### Données générales
| Mois                              | jan. | fév. | mars | avril | mai  | juin | jui. | août | sep. | oct. | nov. | déc. | année |
| --------------------------------- | ---- | ---- | ---- | ----- | ---- | ---- | ---- | ---- | ---- | ---- | ---- | ---- | ----- |
| Température minimale moyenne (°C) | 3,4  | 2,8  | 5,4  | 7,4   | 10,7 | 13,7 | 15,8 | 15,7 | 13,7 | 10,5 | 6,3  | 3,9  | 9,2   |
| Température moyenne (°C)          | 5,9  | 6,9  | 8,7  | 11,1  | 14,3 | 17,5 | 19,8 | 19,6 | 17,8 | 14,2 | 9,4  | 6,6  | 12,7  |
| Température maximale moyenne (°C) | 8,5  | 9,9  | 12,1 | 14,7  | 17,9 | 21,3 | 23,8 | 23,5 | 21,8 | 18   | 12,6 | 9,2  | 16,1  |
| Ensoleillement (h)                | 84   | 111  | 174  | 212   | 239  | 272  | 305  | 277  | 218  | 167  | 107  | 85   | 2 250 |
| Précipitations (mm)               | 82,5 | 66,1 | 57   | 52,7  | 61,1 | 42,9 | 35,1 | 46,4 | 56,5 | 81,6 | 91,8 | 81,8 | 755,3 |

| Ville             | Ensoleillement · (h/an) | Pluie · (mm/an) | Neige · (j/an) | Orage · (j/an) | Brouillard · (j/an) |
| ----------------- | ----------------------- | --------------- | -------------- | -------------- | ------------------- |
| Médiane nationale | 1 852                   | 835             | 16             | 25             | 50                  |
| Meursac           | 2250                    | 755             | 4              | 13             | 26                  |
| Paris             | 1 717                   | 634             | 13             | 20             | 26                  |
| Nice              | 2 760                   | 791             | 1              | 28             | 2                   |
| Strasbourg        | 1 747                   | 636             | 26             | 28             | 69                  |
| Brest             | 1 555                   | 1 230           | 6              | 12             | 78                  |
| Bordeaux          | 2 070                   | 987             | 3              | 32             | 78                  |

### Environnement

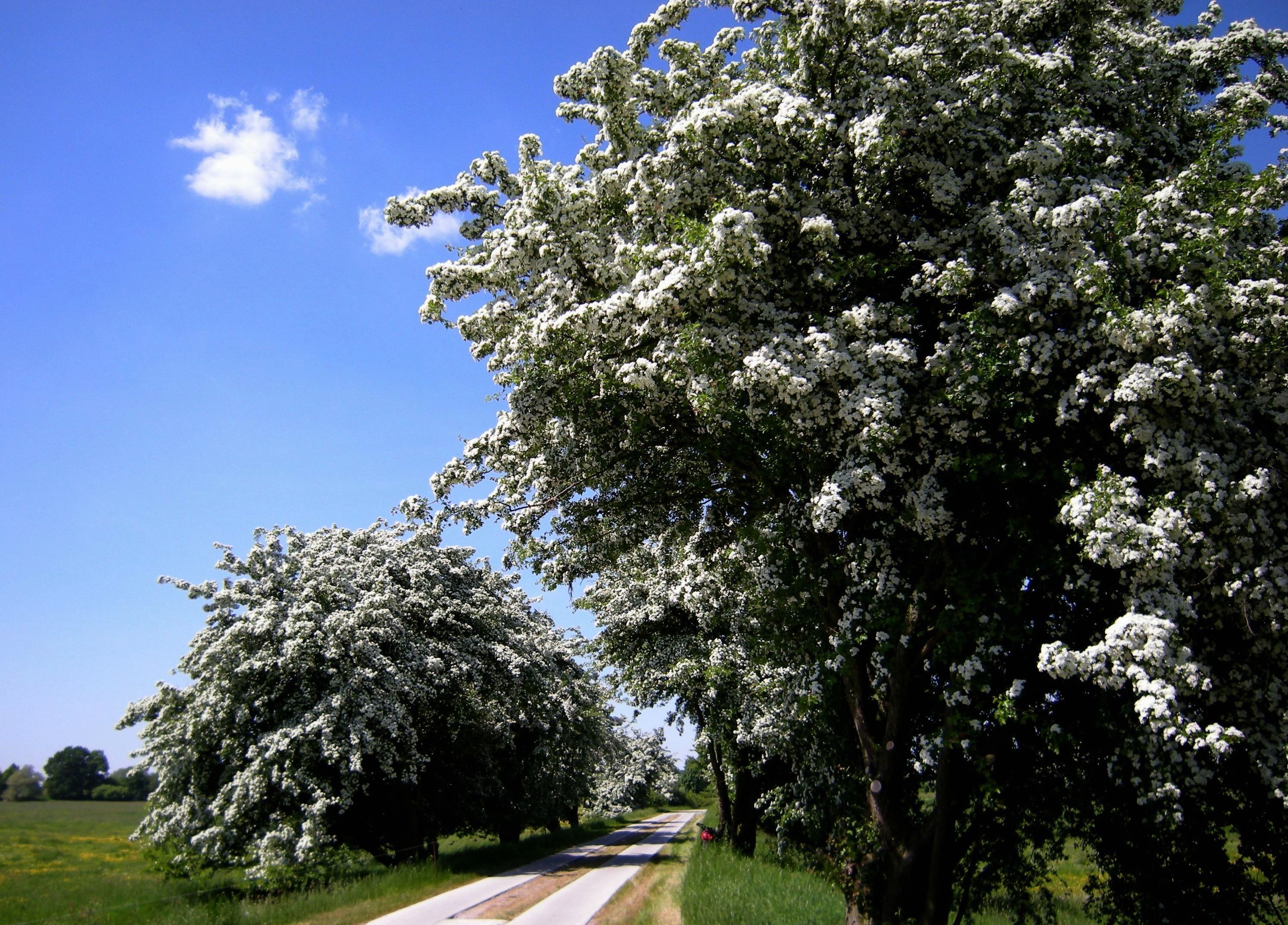
L'aubépine est une des six espèces d'arbres remarquables répertoriées dans la commune.

La commune concentre de nombreux espaces naturels qui, s'ils concentrent une faune et une flore variées, ne bénéficient pour l'heure d'aucune véritable protection. Le territoire est émaillé de plusieurs massifs forestiers constitués essentiellement de feuillus.
Six espèces d'arbres remarquables ont été répertoriées lors de l'inventaire des arbres remarquables de Poitou-Charentes, mené en Charente-Maritime de 1995 à 1998 par l'association Nature Environnement 17 : principalement des chênes (chêne hybride, chêne pubescent, chêne sessile, chêne vert ou « yeuse ») mais aussi des cyprès chauves et des aubépines. Cette essence est majoritaire dans les formations végétales présentes en bordure des cours d'eau (ripisylve) : bords de Seudre et du ruisseau de Châtelard notamment.

## Urbanisme

### Typologie
Au 1er janvier 2024, Meursac est catégorisée commune rurale à habitat dispersé, selon la nouvelle grille communale de densité à 7 niveaux définie par l'Insee en 2022.
Elle est située hors unité urbaine. Par ailleurs la commune fait partie de l'aire d'attraction de Royan, dont elle est une commune de la couronne,. Cette aire, qui regroupe 26 communes, est catégorisée dans les aires de 50 000 à moins de 200 000 habitants,.

### Occupation des sols
L'occupation des sols de la commune, telle qu'elle ressort de la base de données européenne d’occupation biophysique des sols Corine Land Cover (CLC), est marquée par l'importance des territoires agricoles (78,1 % en 2018), en diminution par rapport à 1990 (79,3 %). La répartition détaillée en 2018 est la suivante : 
terres arables (43 %), zones agricoles hétérogènes (25,7 %), forêts (20,7 %), cultures permanentes (7 %), prairies (2,3 %), zones urbanisées (1,2 %). L'évolution de l’occupation des sols de la commune et de ses infrastructures peut être observée sur les différentes représentations cartographiques du territoire : la carte de Cassini (XVIIIe siècle), la carte d'état-major (1820-1866) et les cartes ou photos aériennes de l'IGN pour la période actuelle (1950 à aujourd'hui).

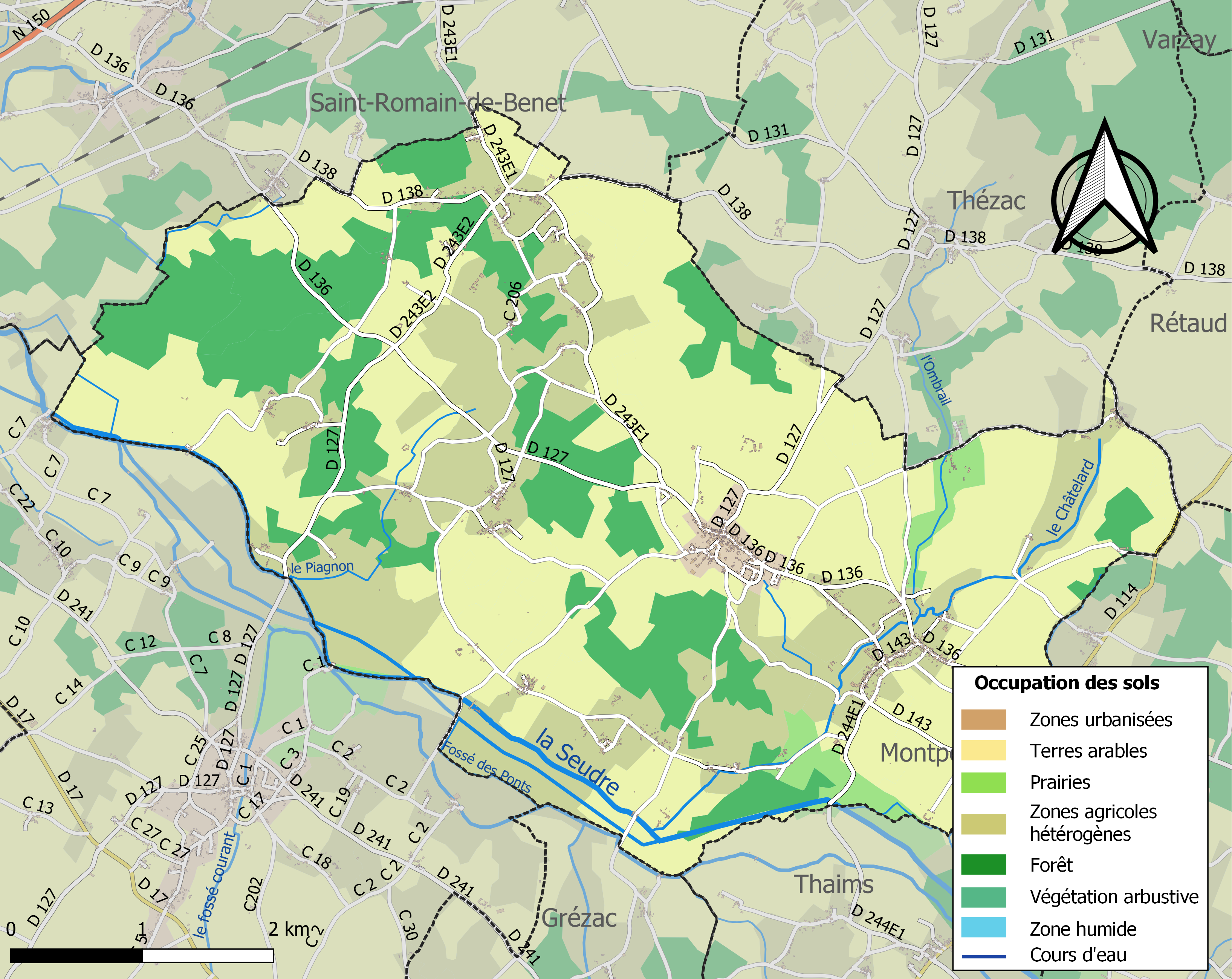
Carte des infrastructures et de l'occupation des sols de la commune en 2018 (CLC).

### Morphologie urbaine
La population se répartit entre deux principaux pôles urbains (Saint-Martin et Les Épeaux) séparés par à peine 800 mètres de parcelles agricoles, en partie grignotées ces dernières années par une zone pavillonnaire témoignant de la croissance démographique de la commune, et de quelques hameaux d'importance inégales, comme le Bersoleau, Malgerme, Chanteloube (en bordure de Seudre, à la frontière avec Corme-Écluse), les Châtelards, les Portiers, les Bucheries, le Romarin ou encore le Piagnon.

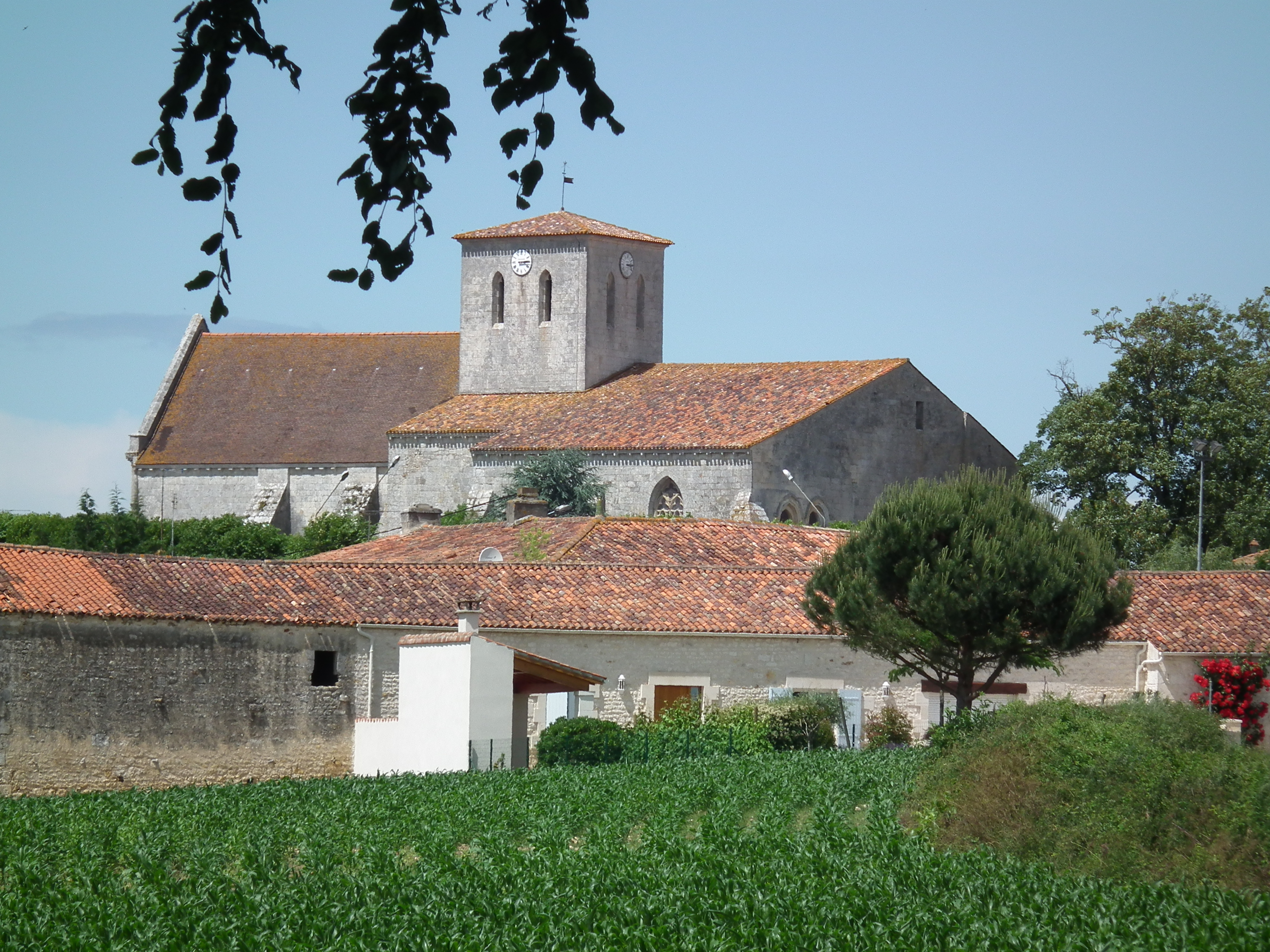
Le village de Meursac, ramassé autour de son église romane.

Saint-Martin, autour de l'église du même nom, correspond au village de Meursac proprement dit. Ce petit bourg s'organise autour d'un carrefour formé par la Grande-Rue, la rue des Écoles et la rue de Thézac, qui concentrent maisons traditionnelles saintongeaises (charentaises) et quelques immeubles bourgeois, témoins de la prospérité de la commune sous le Second Empire. Ces trois axes sont ceux où se retrouvent la plupart des commerces de proximité, mais aussi la mairie, la poste et les écoles. Plusieurs rues moins importantes viennent se greffer à ces axes majeurs, comme la rue des Macquaires, la rue de la Cave ou encore la rue de La Valade.
Un peu à l'écart du centre-bourg, le hameau des Épeaux est le principal écart de la commune, organisé autour de deux axes parallèles, la rue de Saintonge et le chemin des Grands-Vignobles, et d'un troisième axe perpendiculaire aux deux premiers, baptisé poétiquement rue du Point-du-Jour. En marge de ce petit centre urbain, le lieu-dit la Commanderie conserve les restes de la commanderie templière qui lui a donné son nom.

### Logements
Le parc immobilier de la commune était composé de 748 logements en 2009, quand il n'était composé que de 555 logements en 1999, de 488 en 1990, de 430 en 1982 et de 371 en 1975. Ceux-ci sont majoritairement des résidences principales (571, soit 76,3 %), auxquelles viennent s'ajouter des résidences secondaires ou occasionnelles (101, soit 13,5 %) et quelques logements vacants (76, soit 10,2 %), et sont presque exclusivement des maisons individuelles (729, soit 97,5 %).
La plupart des résidences principales sont vastes : 44,1 % d'entre elles sont composées de 5 pièces ou plus, 29,6 % de quatre pièces et 21 % de trois pièces. Les deux pièces représentent 4,4 %, et les studios, 0,9 %. Si une partie des ménages sont des résidents de longue date, parfois depuis plus de 10 ans (49 %), beaucoup ont emménagé plus récemment : ils sont 17,2 % à l'avoir fait entre 9 et 5 ans, 21,2 % entre 4 et 2 ans et 12,6 % depuis moins de 2 ans.
Le taux de personnes propriétaires de leur logement est supérieur à la moyenne nationale, soit 72,4 % (moyenne nationale : 55,3 %) ; parallèlement, 14,6 % des habitants de la commune sont locataires (moyenne nationale : 39,8 %). Le taux de personnes logées gratuitement est important : 12,9 % (moyenne nationale : 4,9 %).

### Risques majeurs
Le territoire de la commune de Meursac est vulnérable à différents aléas naturels : météorologiques (tempête, orage, neige, grand froid, canicule ou sécheresse), inondations, mouvements de terrains et séisme (sismicité faible). Il est également exposé à un risque technologique,  le transport de matières dangereuses. Un site publié par le BRGM permet d'évaluer simplement et rapidement les risques d'un bien localisé soit par son adresse soit par le numéro de sa parcelle.

#### Risques naturels
Certaines parties du territoire communal sont susceptibles d’être affectées par le risque d’inondation par débordement de cours d'eau, notamment la Seudre et . La commune a été reconnue en état de catastrophe naturelle au titre des dommages causés par les inondations et coulées de boue survenues en 1982, 1983, 1993, 1999 et 2010,.

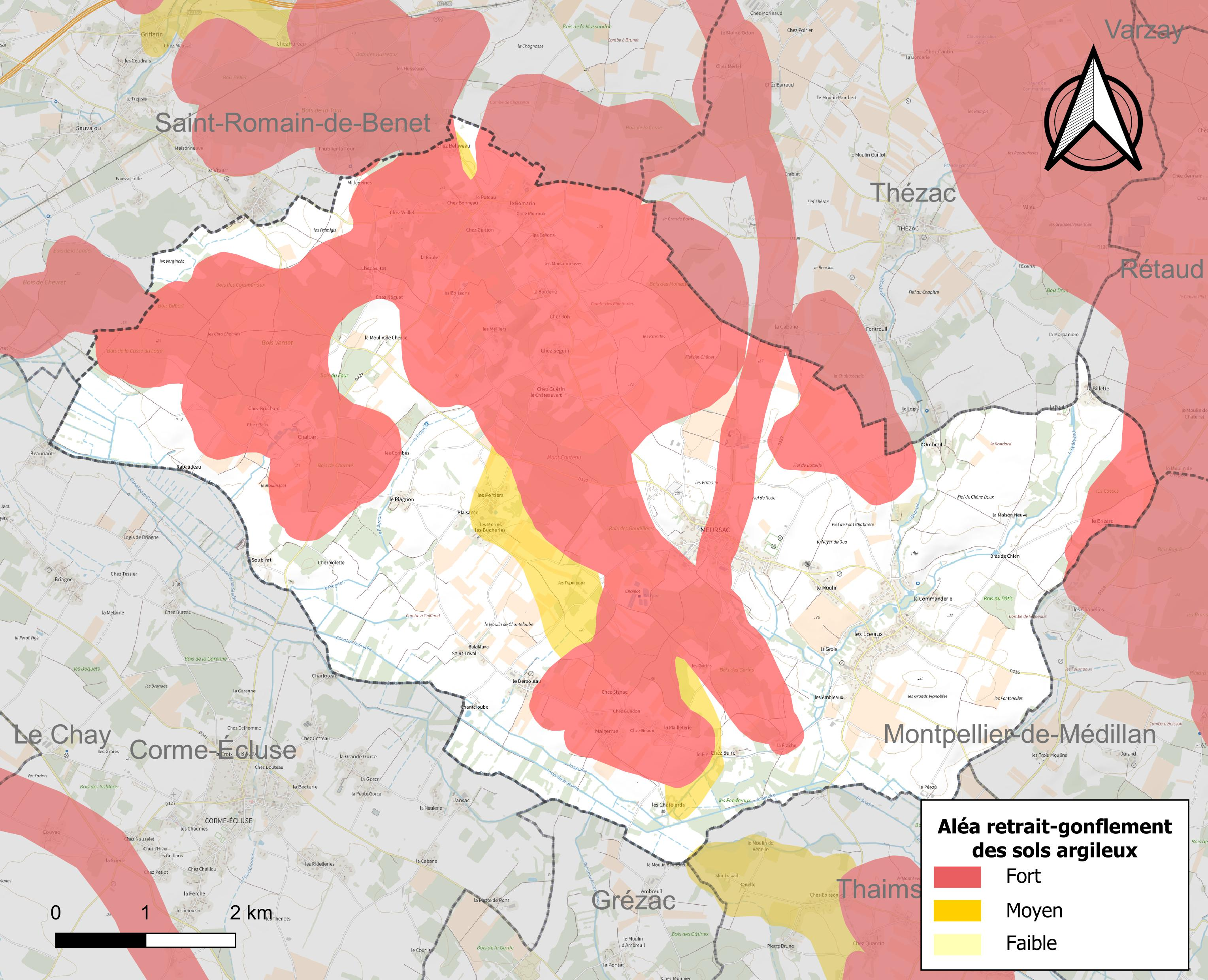
Carte des zones d'aléa retrait-gonflement des sols argileux de Meursac.

Les mouvements de terrains susceptibles de se produire sur la commune sont des tassements différentiels.
Le retrait-gonflement des sols argileux est susceptible d'engendrer des dommages importants aux bâtiments en cas d’alternance de périodes de sécheresse et de pluie. 51,2 % de la superficie communale est en aléa moyen ou fort (54,2 % au niveau départemental et 48,5 % au niveau national). Sur les 810 bâtiments dénombrés sur la commune en 2019,  418 sont en aléa moyen ou fort, soit 52 %, à comparer aux 57 % au niveau départemental et 54 % au niveau national. Une cartographie de l'exposition du territoire national au retrait gonflement des sols argileux est disponible sur le site du BRGM,.
Par ailleurs, afin de mieux appréhender le risque d’affaissement de terrain, l'inventaire national des cavités souterraines permet de localiser celles situées sur la commune.
Concernant les mouvements de terrains, la commune a été reconnue en état de catastrophe naturelle au titre des dommages causés par la sécheresse en 2003, 2005 et 2009 et par des mouvements de terrain en 1983, 1999 et 2010.

#### Risques technologiques
Le risque de transport de matières dangereuses sur la commune est lié à sa traversée par une ou des infrastructures routières ou ferroviaires importantes ou la présence d'une canalisation de transport d'hydrocarbures. Un accident se produisant sur de telles infrastructures est susceptible d’avoir des effets graves sur les biens, les personnes ou l'environnement, selon la nature du matériau transporté. Des dispositions d’urbanisme peuvent être préconisées en conséquence.

## Économie

### Emploi
Le nombre d'actifs de + de 15 ans était de 533 en 2009, un chiffre en nette augmentation en comparaison de celui établi en 1999, qui était de 361 — la population n'atteignant alors que 1006 habitants, contre 1354 en 2009. Ils ne sont cependant que 23,5 % à avoir un emploi dans la commune, quand ils étaient encore 31,9 % dix ans plus tôt. Ainsi, 76,5 % des actifs travaillent dans d'autres communes, essentiellement en Charente-Maritime. Ils ne sont qu'une infime minorité à travailler en dehors du département (0,6 %) ou en dehors de l'ex-région Poitou-Charentes (2,4 %), alors qu'en 1999, ces chiffres s'établissaient respectivement à 1,1 % et 1,7 %.
Conséquence du renforcement des grands pôles économiques des environs (Royan et Saintes étendant leur emprise sur leur arrière-pays), les déplacements pendulaires se font plus fréquents, aidés en cela par la modernisation des infrastructures, notamment routières. La commune compte une plus grande proportion de salariés (422, soit 79,2 %) que de non-salariés (111, soit 20,8 %).
Le taux d'activité de 15-64 ans était de 68,1 % en 2009, ce qui rapproche la commune de la moyenne départementale (70 %). Le taux de chômage des 15-64 ans est, quant à lui, nettement inférieur aux résultats départementaux, et ne touchait « que » 9,4 % de la population active en 2009 (moyenne départementale : 12,3 %). En 2011, cette baisse du chômage se poursuivait (catégories A, B et C : - 4,7 % en tenant compte de l'ensemble de la population active, - 6,7 % pour les hommes et - 3,2 % pour les femmes).

### Entreprises et commerces
Meursac est située au cœur d'un bassin d'emploi particulièrement attractif qui correspond à la zone d'emploi de Royan (issue de la partition de l'ancienne zone d'emploi Saintonge maritime, qui regroupait les régions de Royan et de Rochefort), forte de 27 753 emplois en 2008. Jusqu'en 2010, Meursac était intégrée à la zone d'emploi de Saintonge intérieure (aujourd'hui zone d'emploi de Saintes), comme toutes les communes du canton de Gémozac et en dépit de la forte attraction économique exercée sur une partie d'entre elles par Royan. Le redécoupage effectué depuis lors a gommé ces incohérences administratives, tenant compte de la forte croissance économique des environs de Royan.
La zone d'emploi de Royan est, avec celle de La Rochelle, la plus active de l'ex-région Poitou-Charentes, toutes deux profitant « d'un tissu économique et d'une démographie dynamiques » (Insee). La croissance y est particulièrement soutenue, du fait du développement des activités tertiaires.
128 établissements étaient recensés dans la commune par les services de l'Insee au 31 décembre 2010, essentiellement des très petites entreprises : 24,2 % ont en effet des effectifs compris entre 1 et 9 salariés, et 2,3 % ont plus de 10 salariés. Le secteur de l'agriculture conserve une place très importante dans cette commune rurale, rassemblant 41,4 % des actifs. Les exploitations agricoles ne sont cependant plus que 48 en 2000, alors qu'elles étaient encore 101 en 1988. Le secteur agricole tend de plus en plus à être talonné par le secteur du commerce et des services, qui représente 31,3 % des actifs, suivi par celui de la construction (18,8 %), de l'administration publique, enseignement, santé et action sociale (5,5 %) et, en queue de peloton, de l'industrie, qui ne représente guère qu'une infime fraction (3,1 %).
Parmi les principales entreprises de la commune figure notamment une scierie spécialisée dans la coupe et le conditionnement de bois (fabrication de palettes ou encore de bois de charpente). Meursac conserve en outre quelques commerces et services de proximité, souvent établis dans les quelques rues formant le centre-bourg. La commune compte ainsi sur une supérette (enseigne Coop), une boulangerie-pâtisserie, une boucherie, un tabac-presse ou encore un restaurant.
Les grandes surfaces les plus proches sont concentrées dans les agglomérations royannaises (Saujon, CC Royan II et ZC de Belmont à Royan et Médis, CC Val-Lumière à Vaux-sur-Mer) et saintaises (CC Parc Atlantique à Saintes et Saint-Georges-des-Coteaux).

## Toponymie
Le nom de la commune vient vraisemblablement de Murciacum, formé du patronyme latin Murcius et du suffixe -acum. En saintongeais, la commune se nomme Meursat.
On trouve, dans la commune les villages et lieux-dits suivants (selon la carte IGN au 1/25000 1432 est) : Bois de La Passière, Bois des Gaudillières, Bois des Gorins, Bois du Four, Chaillot, Chez Belliveau, Chez Bonneau, Chez Guérin, Chez Guillot, Chez Guitton, Chez Moiroux, Chez Noguet, Chez Séguin, Chez Veillet, Fief de Bataille, Fief de Rode, Fief des Chênes, Jolly, la Borderie, la Boule, la Grande Borne, la Groie, la Mothe, le Moulin, le Chateauvert, le Moulin de Chézac, le Noyer du Gua, le Poteau, le Romarin, les Boissons, les Brandes, les Bréons, les Épeaux, les Gateaux, les Gorins, les Maisonneuves, les Melliers, les Pilets, les Tripoteaux, Mille-Peines, Mont Couteau.

## Histoire
S'il semble vraisemblable que le territoire communal ait été peuplé dès la Préhistoire, les plus anciennes traces d'occupation humaine retrouvées à ce jour ne permettent pas de remonter au-delà de la période gallo-romaine, époque qui voit la fondation d'au moins une villa, propriété d'un certain Murcius – d'où découle le nom de Murciacum, c'est-à-dire : « domaine de Murcius », qui a donné Meursac – embryon du bourg actuel. L'abbé Lacurie, éminent archéologue et historien local du XIXe siècle, date de cette période des vestiges de murs de soutènement retrouvés au bois du Château, et plus récemment, des sarcophages ont été mis au jour à proximité du lieu-dit les Bucheries. La crypte située sous l'église daterait du IVe ou du Ve siècle et serait un ancien souterrain-refuge.

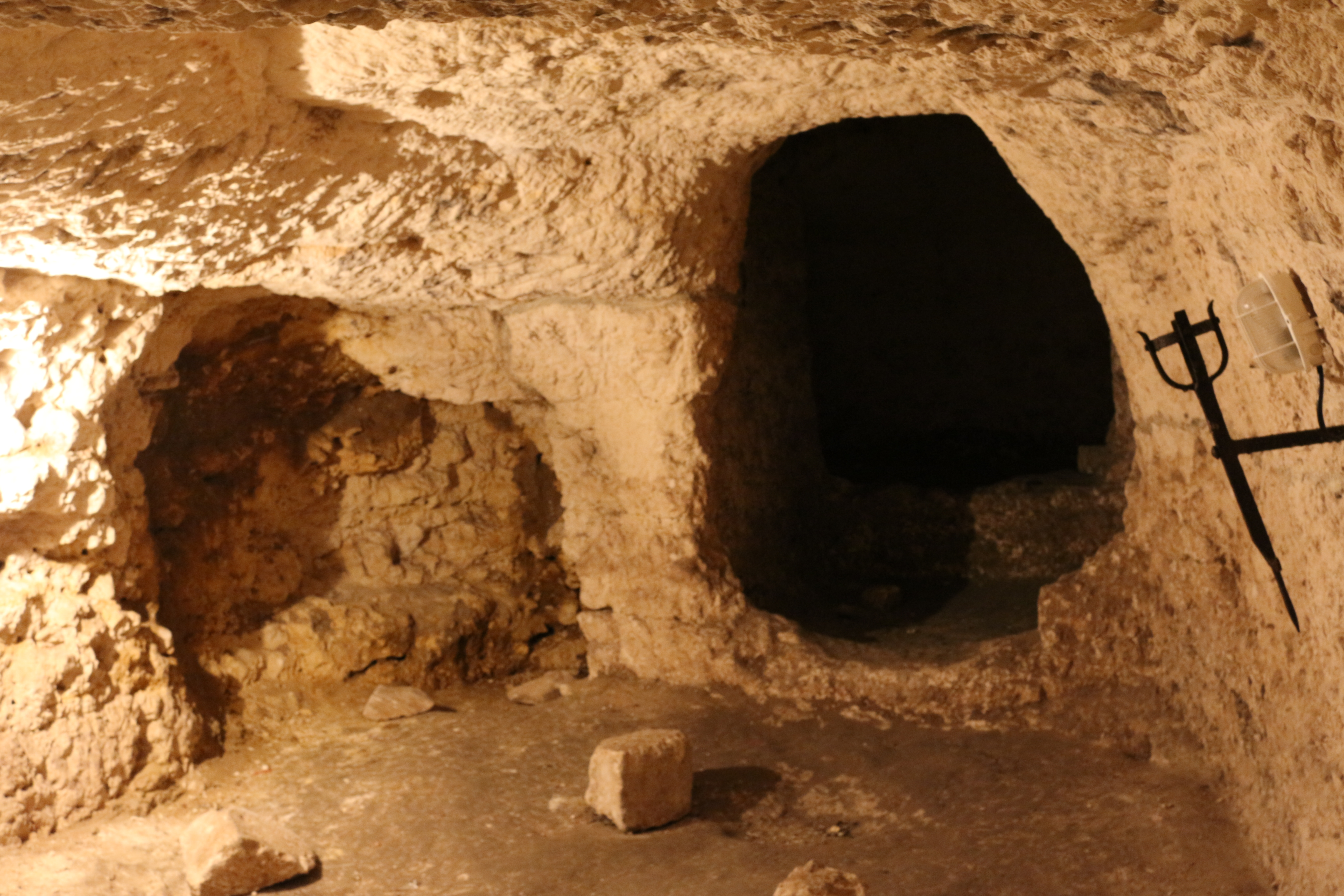
Très ancienne, la crypte de l'église Saint-Martin daterait du.

La paroisse de Meursac prend forme au Moyen Âge, et est alors constituée de deux pôles distincts : Saint-Martin et L'Espal (Les Épeaux), tous deux situés aux confins des forêts de Baconnais et de La Lande. Au XIe siècle, l'église du village est donnée aux moines de La Chaise-Dieu, qui y établissent un prieuré. Cette nouvelle dépendance casadéenne, placée sous l'autorité du prieuré voisin de Sainte-Gemme, entreprend une politique de mise en valeur des terres environnantes, coordonne l'essartage des forêts voisines et développe la culture de la vigne. L'église priorale, qui est aussi paroissiale, est reconstruite au XIIe siècle, comme nombre de ses voisines, dans une variante stylistique du style roman dite roman saintongeais . C'est également à cette époque qu'est fondée une commanderie templière sur la terre dite de l'Espal (devenue les Espaus, puis les Épeaux), un peu en marge de Saint-Martin, sur la route de Thaims et de Montpellier-de-Médillan. Prenant très vite un essor considérable, elle fonde ou prend l'ascendant sur nombre de maisons templières voisines, comme Béloire (Meschers) ou Le Breuil du Pas (Saujon), et devient une des plus puissantes et des plus riches de Saintonge, sinon d'Aquitaine.
La paroisse connaît sans doute des heures sombres au cours des siècles suivants, marqués par une guerre entre Français et Anglo-Aquitains (guerre de Cent Ans) faite, bien plus que de grandes batailles, de coups de main rapides et d'exactions ciblées de la part tant de la soldatesque de tous bords que de bandes armées sillonnant la région. Les deux principaux châteaux de Meursac sont reconstruits au XVe siècle, soit qu'ils aient eu à souffrir de ces événements, soit par simple souci de modernisation — probablement les deux. Le château des Châtelards a pour seigneur Antoine Gua en 1480, quand Jean de Brémond d'Ars est seigneur du château de La Mothe-Meursac en 1486. Le centre-bourg conserve, au 32, rue Principale, un logis plus tardif, portant sur son linteau la date de 1559. Pendant les guerres de religion, catholiques et huguenots s'affrontent jusqu'aux portes de l'église, qui est partiellement incendiée.
En 1698, les registres d'imposition de la Généralité de La Rochelle révèlent que Mursac (sic) et les Épeaux sont abonnés pour 4050 livres au commandeur de La Carte, Tambonneau, et aux héritiers de monsieur de La Mothe et la dame Bérault. Le même document révèle que la paroisse produit essentiellement du blé, du vin et peu de foin. Au XVIIIe siècle, on dénombre également de nombreux moulins, à eau et à vent. Ils feront longtemps partir du paysage de Meursac, certains restants en activité jusqu'au milieu du XXe siècle.
Sous le Second Empire, Meursac, située au cœur des vignobles produisant le célèbre cognac, profite de la signature d'un accord commercial avec le Royaume-Uni en 1860, qui entraîne un accroissement considérable des surfaces consacrées à cette activité et la formation d'une opulente « bourgeoisie du bouchon ». De nouvelles propriétés sortent de terre, maisons de maître ou logis bourgeois, qui tranchent avec les maisons « charentaises » traditionnelles, au style plus simple. Cet âge d'or prend fin avec la crise du phylloxéra, qui ravage les vignobles saintongeais à partir de 1872.
La commune modernise ses infrastructures et entame le déplacement du cimetière en 1874. Ce dernier, conformément à la tradition, entourait jusqu'alors l'église. Les ossements sont placés pour partie dans la crypte, pour partie dans une fosse commune située dans le nouveau cimetière, surmontée d'un monument commémoratif en forme de colonne tronquée.

### Les Templiers et les Hospitaliers
Un peu à l'écart du centre-bourg, dans le hameau des Épeaux, sur la route de Thaims, se dressent les vestiges d'une des plus importantes commanderies templières de Saintonge. Fondée au XIIe siècle aux confins de la forêt de Baconnais et de la forêt de la Lande, la commanderie des Espals (qu'on orthographie également De Espans, Deus Espans, De Espanas, etc.) œuvre au défrichement des bois environnants et à la mise en valeur des terres agricoles ainsi gagnées, où sont plantées, notamment, des vignes. Bénéficiant de la protection des rois d'Angleterre et ducs d'Aquitaine, elle commerce activement dans toute la province.
Dès le XIIIe siècle, elle a autorité sur la maison templière de Béloire (près de Meschers), de Villeneuve (près de Saint-Romain-de-Benet) et de Breuil-du-Pas (près de Saujon). Très active, elle bénéficie également de nombreuses donations de la part de seigneurs locaux. Le nom de la plupart des précepteurs templiers des Épeaux reste inconnu jusqu'à ce jour; les seuls noms à avoir passé l'épreuve du temps sont ceux de frère Jacques « de Noian » (vers 1286), de frère Thibaud de Tours (vers 1296) et de frère Hugues de Narsac (vers 1307).
La commanderie des Épeaux apparaît à plusieurs reprises dans les actes relatifs au procès des Templiers. En 1312, elle est dévolue à l'ordre des Hospitaliers, après la dissolution de l'ordre du Temple. Elle subit de plein fouet les effets des troubles qui secouent l'Aquitaine au cours du XIVe siècle, en pleine guerre de Cent Ans, et peine à se relever après ces événements.
La commanderie conserve une partie de ses bâtiments d'origine, à l'exception de la chapelle, partiellement abattue à la Révolution. Elle est en cours de restauration par son propriétaire, Jacques Tourneur, ce qui lui a valu la remise du prix Chanoine Tonnellier 2003 de la part de l'Académie de Saintonge, qui encourage la restauration du patrimoine saintongeais. De nombreuses archives concernant l'histoire de cette commanderie sont accessibles au centre d'archives de Poitiers.

## Politique et administration

### Administration municipale
De 1789 à 1799, en vertu de la loi du 14 décembre 1789, les agents municipaux (maires) sont élus au suffrage direct pour deux ans et rééligibles, par les citoyens actifs de la commune âgés d'au moins 25 ans, contribuables payant une contribution au moins égale à trois journées de travail dans la commune. Sont éligibles ceux qui paient un impôt équivalent au moins à dix journées de travail.
De 1799 à 1848, La constitution du 22 frimaire an VIII (13 décembre 1799) revient sur l’élection du maire, les maires sont nommés par le préfet pour les communes de moins de 5 000 habitants. La Restauration instaure la nomination des maires et des conseillers municipaux. Après les lois organiques 1831, les maires sont nommés (par le roi pour les communes de plus de 3 000 habitants, par le préfet pour les plus petites), mais les conseillers municipaux sont élus au suffrage censitaire pour six ans.

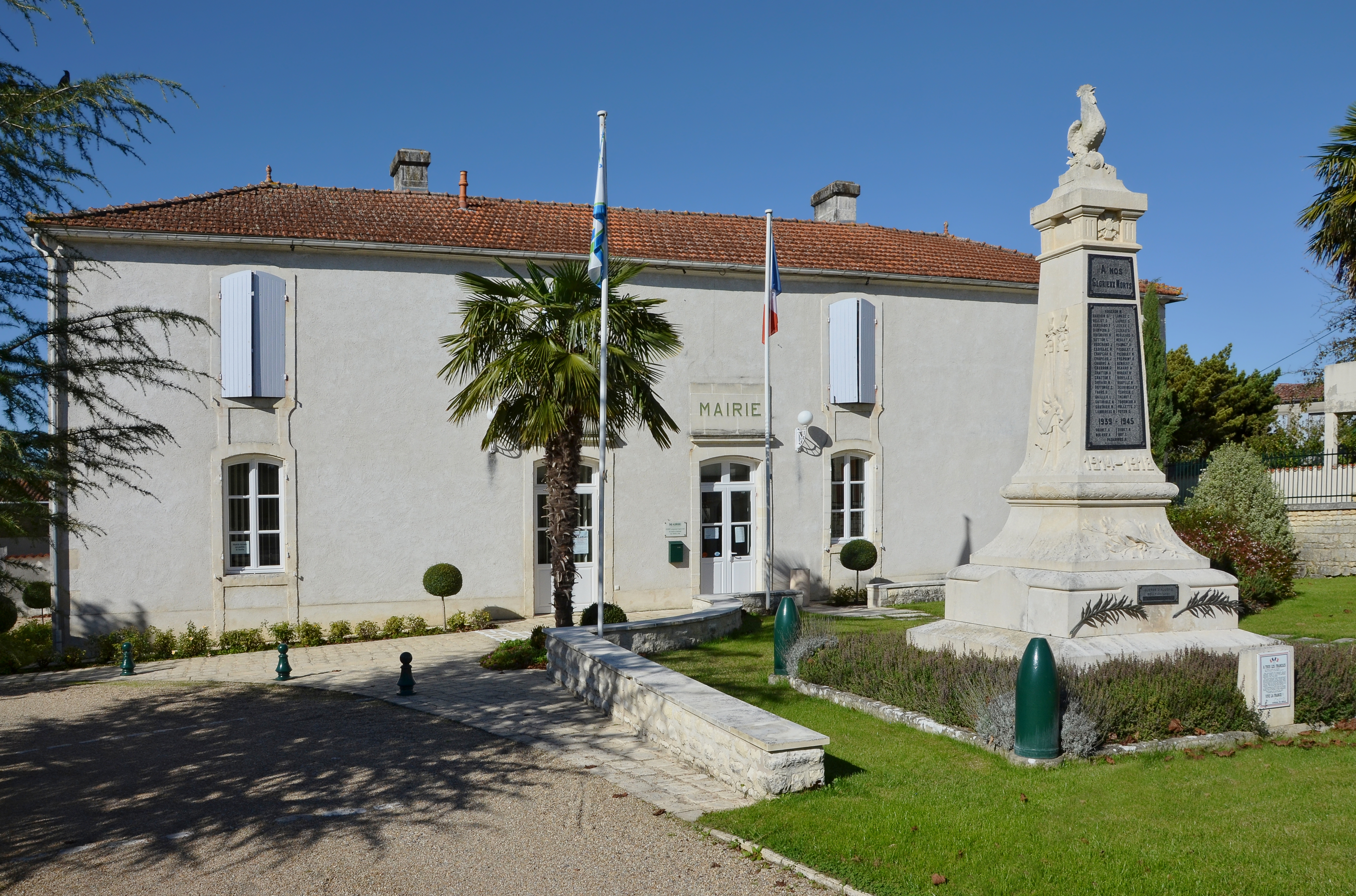
La mairie et le monument aux morts

Du 3 juillet 1848 à 1851, les maires sont élus par le conseil municipal pour les communes de moins de 6 000 habitants.
De 1851 à 1871, les maires sont nommés par le préfet, pour les communes de moins de 3 000 habitants et pour 5 ans à partir de 1855. Après 1871, les maires sont de nouveau élus, sauf dans les chefs-lieux (de départements, d'arrondissements ou de cantons).
Ce n'est que le 28 mars 1882, qu'une loi sur l’organisation municipale (encore en vigueur) est votée, et qui régit le principe de l'élection du maire et des adjoints par le conseil municipal, quelle que soit l'importance de la commune (sauf pour Paris). La loi du 5 avril 1884 fixe le mandat à quatre ans, durée portée le 10 avril 1929 à six ans.
La commune ayant moins de 3 500 habitants l'élection des conseillers municipaux est au scrutin majoritaire plurinominal à deux tours, avec panachage : 
- au premier tour, des candidats sont élus s'ils ont obtenu la majorité absolue et le vote d'au moins le quart des électeurs inscrits[54] ;
- au second tour, la majorité relative suffit. Les listes ne sont pas obligatoires. Les suffrages sont comptabilisés individuellement, et le panachage est autorisé.

De par sa taille, la commune dispose d'un conseil municipal de 15 membres (article L2121-2 du Code général des collectivités territoriales).
Lors du scrutin de 2008, Odile Prépoint et Sophie Renaud se retrouvent en situation de ballotage. C'est finalement Odile Prépoint qui est élue avec une voix d'avance et qui prend les fonctions de maire. Le taux d'abstention a été de 26,72 % au premier tour et de 30,65 % au second tour.

### Liste des maires
| Période                                  | Période  | Identité                                  | Étiquette | Qualité                    |
| ---------------------------------------- | -------- | ----------------------------------------- | --------- | -------------------------- |
|                                          |          | Jacques Delaloi                           |           |                            |
|                                          |          | Pierre Lacotte Duluc                      |           |                            |
|                                          |          | Jean François-Anacharsis Cormier-Lasausay |           |                            |
| 1959                                     | 1971     | Georges Dutard                            |           |                            |
| 1971                                     | 2008     | André Vollette                            |           |                            |
| 2008                                     | 2014     | Odile Prépoint                            |           |                            |
| 2014                                     | En cours | Jean-Michel Chatelier                     | SE        | Retraité Fonction publique |
| Les données manquantes sont à compléter. |          |                                           |           |                            |

### Région
À la suite de la réforme administrative de 2014 ramenant le nombre de régions de France métropolitaine de 22 à 13, la commune appartient depuis le 1er janvier 2016 à la région Nouvelle-Aquitaine, dont la capitale est Bordeaux. De 1972 au 31 décembre 2015, elle a appartenu à la région Poitou-Charentes, dont le chef-lieu était Poitiers.

### Instances judiciaires
Meursac dépend du tribunal d'instance, du tribunal de grande instance, du tribunal pour enfants et du conseil de prud'hommes de Saintes, du tribunal administratif et de la cour d'appel de Poitiers. La cour administrative d'appel est à Bordeaux

### Fiscalité locale
| Taxe                                                | part communale | Part intercommunale | Part départementale | Part régionale |
| --------------------------------------------------- | -------------- | ------------------- | ------------------- | -------------- |
| Taxe d'habitation (TH)                              | 13.28 %        | 0.00 %              | 7.12 %              | 0.00 %         |
| Taxe foncière sur les propriétés bâties (TFPB)      | 15.99 %        | 0.00 %              | 14.01 %             | 3.32 %         |
| Taxe foncière sur les propriétés non bâties (TFPNB) | 30.03 %        | 0.00 %              | 29.17 %             | 8.63 %         |
| Cotisation foncière des entreprises (CFE)           | 0.00 %         | 23.65 %             | 0.00 %              | 0.00 %         |

La part régionale de la taxe d'habitation n'est pas applicable.
La taxe professionnelle est remplacée en 2010 par la cotisation foncière des entreprises (CFE) portant sur la valeur locative des biens immobiliers et par la contribution sur la valeur ajoutée des entreprises (CVAE) (les deux formant la contribution économique territoriale (CET) qui est un impôt local instauré par la loi de finances pour 2010).

## Population et société

### Démographie

#### Évolution démographique
L'évolution du nombre d'habitants est connue à travers les recensements de la population effectués dans la commune depuis 1793. Pour les communes de moins de 10 000 habitants, une enquête de recensement portant sur toute la population est réalisée tous les cinq ans, les populations de référence des années intermédiaires étant quant à elles estimées par interpolation ou extrapolation. Pour la commune, le premier recensement exhaustif entrant dans le cadre du nouveau dispositif a été réalisé en 2004.

En 2022, la commune comptait 1 544 habitants, en évolution de +5,11 % par rapport à 2016 (Charente-Maritime : +4,04 %, France hors Mayotte : +2,11 %).
| 1793  | 1800  | 1806  | 1821  | 1831  | 1836  | 1841  | 1846  | 1851  |
| ----- | ----- | ----- | ----- | ----- | ----- | ----- | ----- | ----- |
| 1 360 | 1 316 | 1 166 | 1 491 | 1 590 | 1 545 | 1 453 | 1 473 | 1 440 |

| 1856  | 1861  | 1866  | 1872  | 1876  | 1881  | 1886  | 1891  | 1896  |
| ----- | ----- | ----- | ----- | ----- | ----- | ----- | ----- | ----- |
| 1 502 | 1 562 | 1 540 | 1 515 | 1 503 | 1 516 | 1 470 | 1 380 | 1 381 |

| 1901  | 1906  | 1911  | 1921  | 1926  | 1931  | 1936  | 1946  | 1954  |
| ----- | ----- | ----- | ----- | ----- | ----- | ----- | ----- | ----- |
| 1 322 | 1 297 | 1 240 | 1 074 | 1 061 | 1 046 | 1 052 | 1 003 | 1 031 |

| 1962  | 1968 | 1975 | 1982 | 1990 | 1999  | 2004  | 2006  | 2009  |
| ----- | ---- | ---- | ---- | ---- | ----- | ----- | ----- | ----- |
| 1 037 | 975  | 916  | 909  | 922  | 1 006 | 1 063 | 1 100 | 1 354 |

| 2014  | 2019  | 2022  | - | - | - | - | - | - |
| ----- | ----- | ----- | - | - | - | - | - | - |
| 1 441 | 1 530 | 1 544 | - | - | - | - | - | - |

#### Pyramide des âges
La population de la commune est relativement jeune.
En 2018, le taux de personnes d'un âge inférieur à 30 ans s'élève à 28,3 %, soit légèrement en dessous de la moyenne départementale (29 %). À l'inverse, le taux de personnes d'âge supérieur à 60 ans est de 32,9 % la même année, alors qu'il est de 34,9 % au niveau départemental.
En 2018, la commune comptait 765 hommes pour 745 femmes, soit un taux de 50,66 % d'hommes, largement supérieur au taux départemental (47,85 %).
Les pyramides des âges de la commune et du département s'établissent comme suit.
| Hommes | Classe d’âge | Femmes |
| ------ | ------------ | ------ |
| 0,6    | 90 ou +      | 1,6    |
| 7,0    | 75-89 ans    | 10,5   |
| 23,4   | 60-74 ans    | 22,8   |
| 21,8   | 45-59 ans    | 22,4   |
| 15,9   | 30-44 ans    | 17,7   |
| 12,6   | 15-29 ans    | 10,9   |
| 18,7   | 0-14 ans     | 14,2   |

| Hommes | Classe d’âge | Femmes |
| ------ | ------------ | ------ |
| 1,1    | 90 ou +      | 2,6    |
| 10,1   | 75-89 ans    | 12,6   |
| 22     | 60-74 ans    | 23,2   |
| 20,1   | 45-59 ans    | 19,7   |
| 16,1   | 30-44 ans    | 15,6   |
| 15,2   | 15-29 ans    | 12,7   |
| 15,4   | 0-14 ans     | 13,6   |

### Enseignement
Meursac dépend de l'académie de Poitiers (zone A). La commune compte une école maternelle et une école primaire.
En 2012, constatant l'accroissement important de la population de la commune, la municipalité décide de l'édification d'un nouveau groupe scolaire, dont la réalisation est confiée au cabinet d'architectes Aerts et Planas. Ce nouveau complexe, au style se voulant résolument contemporain, comprend quatre salles de classe (avec possibilité de création d'une cinquième classe), un atelier pédagogique, une salle de motricité/garderie périscolaire, une bibliothèque et un réfectoire. Achevé au mois de juillet 2013, son ouverture est intervenue à la rentrée 2013.
Les élèves du second cycle sont dirigés vers le collège André Albert de Saujon, Meursac dépendant du secteur scolaire de cette ville. Cet établissement dispose d'un centre de documentation et d'information (CDI), d'une salle informatique, d'un foyer proposant des activités périscolaires et d'un restaurant scolaire.
Les lycées les plus proches sont situés à Royan, principale agglomération des environs.

### Santé et sécurité
La commune dispose d'un cabinet de médecine généraliste et d'une pharmacie. Les villes voisines de Saujon et de Royan offrent une palette de soins plus étendue, avec la présence de nombreux spécialistes, d'un centre hospitalier et de deux cliniques privées à Royan. À une vingtaine de kilomètres de la commune, le centre hospitalier de Saintonge, à Saintes, plus grand hôpital du département, offre de nombreux services spécialisés. En cas d'accident, les cas les plus graves sont transportés au centre hospitalier universitaire de Bordeaux.
La sécurité des biens et des personnes est assurée par les gendarmeries de Saujon et de Cozes. Ces deux villes disposent chacune d'un centre de secours des sapeurs-pompiers.

### Sports
La commune dispose d'un stade municipal situé route des Épeaux. L'équipe de football locale, l'US Meursac (Ligue de football Nouvelle-Aquitaine) y évolue. Meursac compte également un centre de loisirs, une piscine (piscine André-Vollette), un golf miniature et un court de tennis.
Véritable institution au niveau local, les jeux intercommunaux de Meursac, nés dans les années 1970, ont été interrompus en 2008. Une compétition intercommunale faisant s'affronter plusieurs villages du canton a vu le jour en 2011, mais elle se tient désormais à Gémozac.

### Médias

#### Télévision
L'émetteur de Niort-Maisonnay permet la réception des 18 chaînes gratuites de la télévision numérique terrestre (TNT) dans l'ensemble de la commune, dont le décrochage local de France 3 Poitou-Charentes. Le 31 mai 2009, cet émetteur de forte puissance a débuté la diffusion d'un nouveau multiplexe, permettant la réception des premières émissions de télévision haute définition (HD)

#### Radio
La plupart des radios nationales présentes dans le département peuvent être écoutées dans la commune. Les informations départementales sont relayées par la station de radio publique France Bleu La Rochelle. France Bleu Gironde peut également parfois être reçue, mais de façon plus aléatoire, en fonction des conditions climatiques. Les stations de radio locales pouvant être écoutées dans la commune sont principalement Demoiselle FM (généraliste, émettant depuis Rochefort, et disposant de studios à Saint-Georges-de-Didonne), Terre Marine FM (généraliste, émettant depuis Fouras), Wit FM (généraliste, émettant depuis Bordeaux), Mixx FM (techno, dance et musiques électroniques, émettant depuis Cognac et reprise par le réémetteur de Saintes), et Radio chrétienne francophone (religieuse, émettant depuis La Rochelle).

#### Presse
La presse locale est représentée par le quotidien Sud Ouest, dont le siège est à Bordeaux, et qui dispose d'une rédaction locale à Royan.

#### Internet haut débit
Un répartiteur téléphonique est implanté sur la commune. En 2012, il n'est encore dégroupé par aucun opérateur alternatif (SFR, Free…) ; seul l'opérateur historique Orange (France Télécom) est disponible.

### Cultes
Meursac appartient au diocèse catholique de La Rochelle et Saintes, lui-même subdivision de la province ecclésiastique de Poitiers depuis 2002 (de la province ecclésiastique de Bordeaux avant cette date) et au doyenné de Royan. La paroisse est comprise dans le secteur pastoral Sainte-Marie en Saintonge, centré sur Saujon.
Les fêtes paroissiales sont le dimanche après le 22 mai et le dimanche après le 15 août.

## Culture locale et patrimoine

### Lieux et monuments

#### Église Saint-Martin
Édifiée au XIIe siècle, époque qui voit la province de Saintonge se couvrir d'une multitude de nouvelles églises, Saint-Martin est partie intégrante d'un prieuré casadéen rattaché à Sainte-Gemme (entre Sablonceaux et Pont-l'Abbé-d'Arnoult).

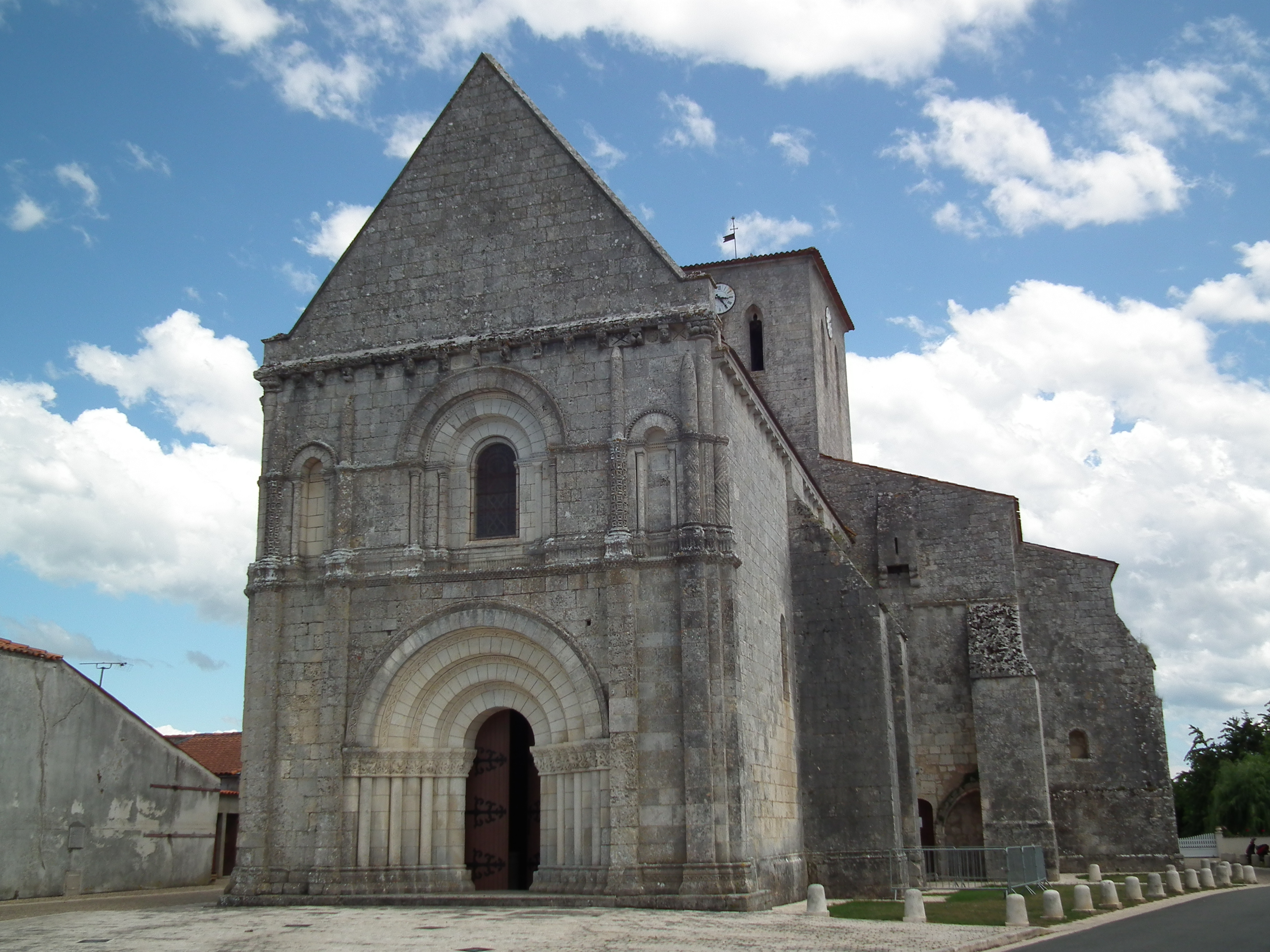
L'église Saint-Martin est une synthèse des styles roman saintongeais et gothique primitif.

Caractéristique du style roman saintongeais, elle conserve une haute façade dont la monumentalité est encore accrue par un pignon aigu. Divisée en deux registres horizontaux, elle est marquée par la présence d'un portail, restauré en 1895, surmonté d'un étage s'organisant autour d'une grande baie romane cantonnée de deux petites arcades. Des colonnettes finement ouvragées, ornées de cannelures, se prolongent par des chapiteaux où les imagiers du Moyen Âge ont sculpté de curieux oiseaux appelés charadrius qui, selon qu'ils se regardent ou se détournent, prennent un caractère bénéfique ou maléfique.
L'aspect massif de cette église, avec notamment la présence de mâchicoulis sur le côté sud, s'explique par la longue période de troubles que connaît l'Aquitaine, d'abord pendant la guerre de Cent Ans, puis avec les guerres de Religion. Pendant ces événements, au XVIe siècle, l'église est prise d'assaut et incendiée par les huguenots. Des traces sont toujours visibles sur le mur sud.
L'église se compose d'une nef romane de quatre travées, très étroite (XIIe siècle), d'un transept mêlant éléments gothiques et romans (arcs brisés et coupole sur pendentifs) et d'un vaste chevet gothique (XIIIe – XVe siècle). On peut y remarquer un retable (XVIIIe siècle) d'une richesse inattendue pour une église de campagne, qui proviendrait de l'abbaye aux Dames de Saintes. Près du maître-autel, un escalier étroit donne accès à la crypte.
L'église Saint-Martin est classée monument historique depuis 1909.

#### Crypte Saint-Martin
La crypte Saint-Martin est le monument le plus ancien de la commune. Située sous le chœur de l'église, elle date du IVe ou du Ve siècle. Taillée à même le roc, elle aurait été, pour Robert Colle, conservateur du musée de Royan, « à l'origine, un souterrain-refuge ou un lieu de culte très ancien, peut-être gaulois ; puis, à l'époque paléochrétienne, une sépulture de saint et une crypte ».
Au XIIe siècle, la crypte est réaménagée et dotée d'éléments maçonnés (escalier et coupole). Elle sert ensuite d'ossuaire à partir de 1875, et son accès est condamné en 1905. En 1976, l'abbé Héraut, responsable de la paroisse de Meursac, prend en main la remise en état de la crypte, participe au déblaiement des ossements et à l'aménagement de cet antique espace. La crypte, qui se compose de deux salles, peut désormais être visitée librement. On y accède par un escalier à vis très étroit situé devant le maître-autel.

#### Autres monuments
La commune conserve les vestiges d'un oppidum et d'une motte castrale au lieu-dit le Château.
Bâti à partir du XVe siècle, le château de Chatellars appartient à l'origine à Antoine du Gua. Il constitue la résidence de la famille de Montault au XXIe siècle. Gardant une allure défensive (la province sort à peine de la guerre de Cent Ans au moment de sa construction), il est doté de plusieurs tours polygonales. Il est remanié à plusieurs reprises, notamment au XXe siècle.

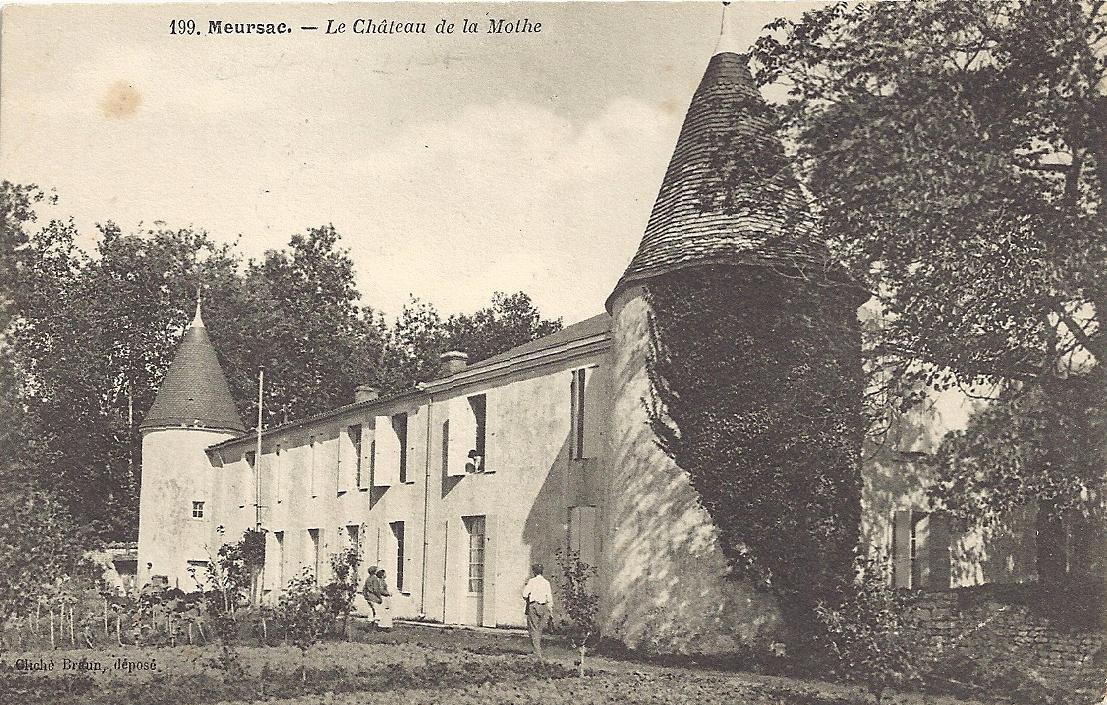
Le château de la Mothe au début du XXe siècle.

Le château de la Mothe (ou de la Mothe-Meursac) est édifié au XVe siècle, mais subit d'importants remaniements au cours des siècles suivants. En 1486, il est la propriété de Jean de Brémond, seigneur de la Mothe-Meursac. Il se compose d'un corps de logis très simple, encadré de deux tours, d'une porte fortifiée, d'une basse-cour et de souterrains-refuges aménagés. Au XIXe siècle, il est la propriété de l'ingénieur et inventeur Auguste Forestier puis de son fils Georges Forestier, inspecteur général des Ponts et chaussées, spécialiste technique des débuts de l'automobile. Le souterrain avec rampe descendante conduit à un long et étroit couloir, où de chaque côté se trouvent des escaliers et des chambres groupées par deux. Le logis quant à lui ne présente aucun indice d'une occupation antérieure au XVe siècle.
La ferme fortifiée du Pérou conserve une porte à mâchicoulis.
L'enceinte de Meursac

#### Aux alentours
Meursac jouit d'une situation géographique privilégiée, qui lui permet de n'être qu'à une dizaine de kilomètres des plages de la côte de Beauté, et notamment de Royan, sa capitale. Importante station balnéaire, riche d'un patrimoine monumental moderniste hérité des années 1950, elle est classée ville d'art et d'histoire et draine plusieurs centaines de milliers de personnes chaque année. Saujon, à quelques kilomètres au nord-ouest de la commune, est une petite cité connue principalement pour ses sources thermales, activité qui lui confère un certain dynamisme et renforce son attractivité.
Les proches environs sont marqués par la présence de nombreuses églises romanes, caractéristiques d'un style appelé roman saintongeais. L'église de Thaims, de fondation ancienne, conserve quelques murs carolingiens et est bâtie sur des vestiges gallo-romains. Celle de Montpellier-de-Médillan est un modeste édifice de campagne, aux proportions équilibrées. L'église de Thézac, au nord de la commune, dresse fièrement un clocher roman épargné pendant les guerres de religion, au contraire d'une partie de l'édifice. Un peu plus loin, Pisany abrite des halles et un château d'origine médiévale. Au nord-ouest de la commune, Saint-Romain-de-Benet conserve une vaste église dotée d'un clocher fortifié et de deux hautes coupoles ainsi qu'une pile gallo-romaine, la tour de Pirelonge.
L'abbaye de Sablonceaux, non loin de là, reste un des trésors artistiques de la Saintonge. Au sud-ouest, Corme-Écluse abrite une église romane richement ornée, et Cozes, des halles et une église gothique aux vastes proportions.

### Patrimoine culturel

#### Langue saintongeaise

Aire linguistique du saintongeais.

La commune est située dans l'aire linguistique du saintongeais, un dialecte faisant partie de la famille des langues d’oïl, branche des langues romanes, qui comprend également le français, l’angevin le picard et le poitevin avec lequel il est souvent regroupé dans un domaine plus vaste, le poitevin-saintongeais.
Le saintongeais  (saintonjhais) est la langue vernaculaire parlée en Saintonge ainsi que dans une partie de l'Aunis, de l'Angoumois, mais aussi dans quelques enclaves de Guyenne (Pays Gabay ou Grande Gavacherie, Petite Gavacherie autour de Monségur dans l'Entre-deux-Mers et enclave du Verdon, en Médoc). On l’appelle parfois aussi le charentais ou encore le patois charentais. Les locuteurs sont dits patoisants.
Le saintongeais a fortement influencé l’acadien et en conséquence, par ricochet, le cadien ; quant au québécois, il a été influencé par les parlers tels que le normand, le francien et le saintongeais.
La langue saintongeaise présente de nombreux traits communs avec des langues telles que le cadien ou l'acadien, ce qui s'explique par les origines saintongeaises d'une partie des émigrants vers la Nouvelle-France au XVIIe siècle.

#### Gastronomie

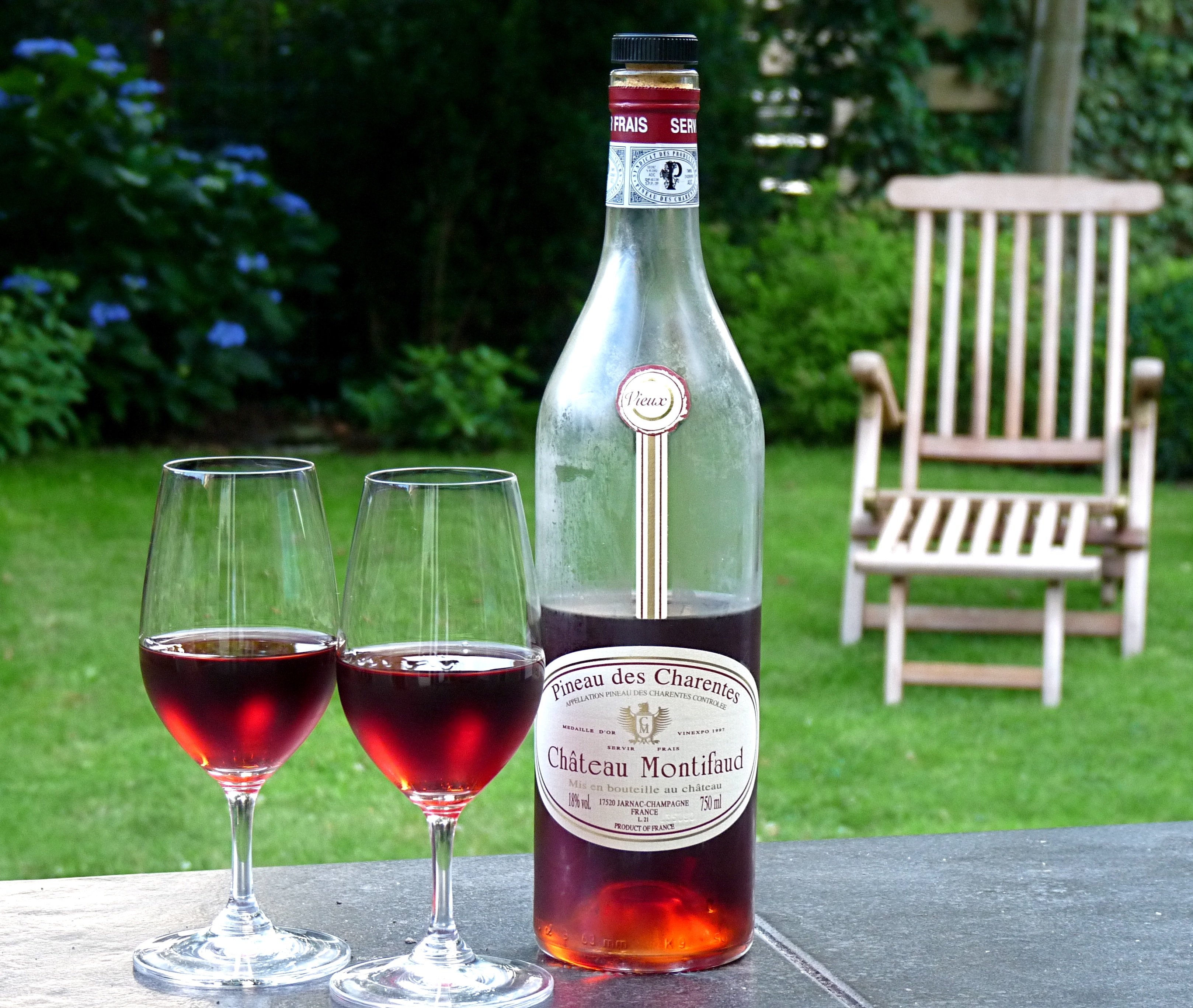
Le pineau des Charentes est un vin de liqueur produit traditionnellement dans la région.

La gastronomie saintongeaise est principalement axée sur trois types de produits : les produits de la terre, les produits de la mer et les produits de la vigne.
Les préparations à base de viande de porc occupent une place prépondérante dans la cuisine régionale : ainsi des gratons ou des grillons, sortes de rillettes à base de viandes rissolées et confites dans leur graisse, du gigorit (ou gigourit), un civet mêlant sang, gorge, foie et oignons, ou de la sauce de pire, à base de fressure, d'oignons et de vin blanc de pays.
La cuisine saintongeaise intègre tout naturellement de nombreuses recettes à base de cagouilles, le nom local de l'escargot petit-gris. Animal tutélaire de la Saintonge, il est notamment cuisiné à la charentaise, c'est-à-dire cuit dans un court-bouillon agrémenté de vin blanc, d'ail et de mie de pain.

Zone de production du cognac et du pineau.

Parmi les autres spécialités locales, il convient de noter également les pibales (alevins d'anguille pêchés dans la Gironde, spécialité de Mortagne et de Blaye), les huîtres de Marennes-Oléron, les sardines de Royan, les thyeusses de gueurnouilles (cuisses de grenouilles), la sanglette, une galette préparée à base de sang de poulet et d'oignons cuits, le farci saintongeais (variante du farci poitevin), le lapin au pineau, le foie gras ou encore les confits.
Les desserts traditionnels sont issus de la cuisine paysanne : millas (gâteau à la farine de maïs, qu'on retrouve dans une grande partie du Sud-Ouest de la France), galette charentaise, au beurre Charentes-Poitou, ou encore merveilles  (beignets).
Les vignes de la région servent à la confection d'eaux-de-vie réputées, telles que le pineau des Charentes et plus encore, le cognac. La commune de Meursac est ainsi intégralement située dans la zone de production des Bons Bois.

## Personnalités liées à la commune
- Bienheureux Charles-Jérémie Béraud du Pérou (1737-1792), prêtre catholique, martyr des Carmes.
- Auguste Forestier (1811-1873), ingénieur, inventeur, propriétaire du château de La Mothe à Meursac.
- Georges Forestier (1838-1905), ingénieur, inspecteur général des Ponts et chaussées, président du Congrès international de l'automobile en 1900, propriétaire du château de La Mothe à Meursac, conseiller municipal de Meursac.